# UCI Africa Tour 2024
Navigation
Édition précédente Édition suivante
L'UCI Africa Tour 2024 est la 20e édition de l'UCI Africa Tour, l'un des cinq circuits continentaux de cyclisme de l'Union cycliste internationale. Il se déroule du 27 octobre 2023 au 6 octobre 2024 en Afrique.

## Équipes
Les équipes qui peuvent participer aux différentes courses dépendent de la catégorie de l'épreuve. Par exemple, les UCI WorldTeams ne peuvent participer qu'aux courses .1 et leur nombre par épreuves est limité. 
| Catégorie | Catégorie               | Équipes                                                                                 |
| --------- | ----------------------- | --------------------------------------------------------------------------------------- |
| .1        | 1.1 (Course d'un jour)  | * UCI WorldTeam (max 50 %) * UCI ProTeam * Équipe continentale * Sélection nationale    |
| .1        | 2.1 (Course par étapes) | * UCI WorldTeam (max 50 %) * UCI ProTeam * Équipe continentale * Sélection nationale    |
| .2        | 1.2 (Course d'un jour)  | * UCI ProTeam * Équipe continentale * Sélection nationale * Équipe régionale et de club |
| .2        | 2.2 (Course par étapes) | * UCI ProTeam * Équipe continentale * Sélection nationale * Équipe régionale et de club |

## Calendrier des épreuves

### Novembre 2023
| Date | Course       | Pays         | Classe | Vainqueur    | Équipe       |
| ---- | ------------ | ------------ | ------ | ------------ | ------------ |
| 27-5 | Tour du Faso | Burkina Faso | 2.2    | Paul Daumont | Burkina Faso |

### Février
| Date  | Course         | Pays   | Classe | Vainqueur        | Équipe              |
| ----- | -------------- | ------ | ------ | ---------------- | ------------------- |
| 18-25 | Tour du Rwanda | Rwanda | 2.1    | Joseph Blackmore | Israel-Premier Tech |

### Avril
| Date | Course        | Pays  | Classe | Vainqueur        | Équipe |
| ---- | ------------- | ----- | ------ | ---------------- | ------ |
| 30-5 | Tour du Bénin | Bénin | 2.2    | Achraf Ed Doghmy | Maroc  |

### Mai
| Date  | Course                          | Pays     | Classe | Vainqueur                | Équipe                     |
| ----- | ------------------------------- | -------- | ------ | ------------------------ | -------------------------- |
| 11    | Grand Prix de la Ville d'Oran   | Algérie  | 1.2    | Nassim Saidi             | Madar Pro Cycling Team     |
| 12-21 | Tour d'Algérie                  | Algérie  | 2.2    | Nassim Saidi             | Madar Pro Cycling Team     |
| 21-26 | Tour du Mali                    | Mali     | 2.2    | Yaya Diallo              | Mali                       |
| 22    | Grand Prix de la Ville d'Annaba | Algérie  | 1.2    | Milkias Maekele          | Érythrée                   |
| 24    | Grand Prix de la Ville d'Alger  | Algérie  | 1.2    | Hamza Amari              | Madar Pro Cycling Team     |
| 31-9  | Tour du Cameroun                | Cameroun | 2.2    | Clovis Kamzong           | SNH Velo Club              |
| 31-9  | Tour du Maroc                   | Maroc    | 2.2    | Axel Narbonne-Zuccarelli | Nice Métropole Côte d'Azur |

### Juin
| Date  | Course                     | Pays    | Classe | Vainqueur     | Équipe          |
| ----- | -------------------------- | ------- | ------ | ------------- | --------------- |
| 11-14 | Tour de Maurice            | Maurice | 2.2    | Piotr Brożyna | Felt Felbermayr |
| 16    | Classique de l'Île Maurice | Maurice | 1.2    | Patryk Stosz  | Felt Felbermayr |

### Octobre
| Date | Course                  | Pays     | Classe | Vainqueur       | Équipe                    |
| ---- | ----------------------- | -------- | ------ | --------------- | ------------------------- |
| 1-5  | Grand Prix Chantal Biya | Cameroun | 2.2    | Wesley Van Dyck | Shifting Gears Strategica |
| 6    | Grand Prix d'Ongola     | Cameroun | 1.2    | Oussama Mimouni | Madar Pro Cycling Team    |